# Katholisch-Apostolische Gemeinde (Berlin-Tiergarten)

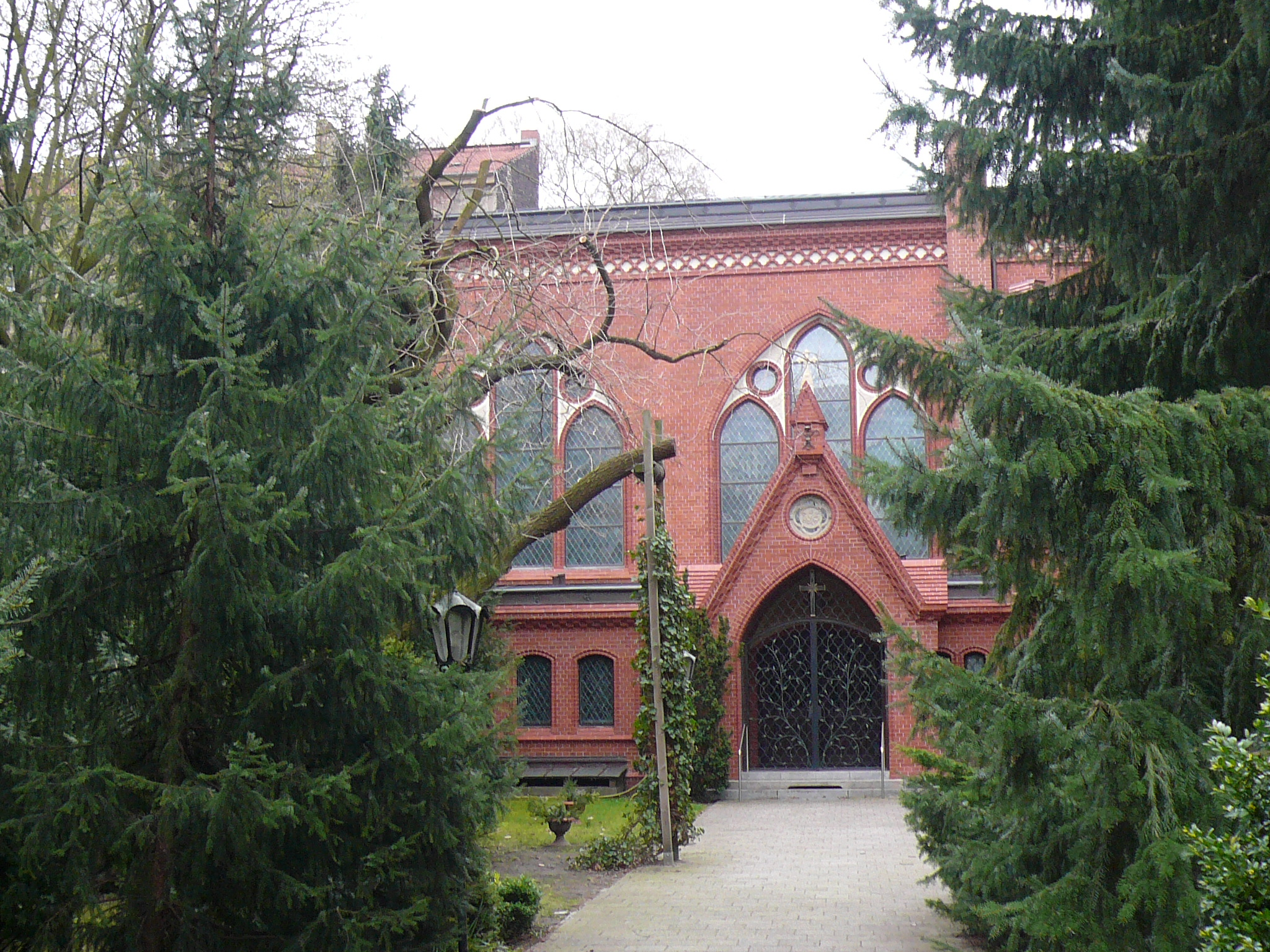
Katholisch-apostolische Gemeinde Berlin-West

Die Kirche der katholisch-apostolische Gemeinde Berlin-West in der Pohlstraße 81 (ehemals: Steglitzer Straße 55) wurde 1894 im neugotischen Stil errichtet und am 3. Oktober 1894 eingeweiht. Sie hat 450 Sitzplätze und stand unter der Leitung der „Engel“ C. Wagener, Rudolf Gerds, Hermann Baltzer und Oskar H. Quenzel. Ab 1897 wurde die Gemeinde in zwei Ältestenbezirke mit insgesamt 700 regelmäßigen Besuchern geteilt. 1914 hatte die Gemeinde sonntags 1100 Gottesdienstbesucher.
Sonntäglich versammeln sich dort um 10 Uhr etwa 100 Personen aller Altersgruppen zur Andacht, da Gottesdienste mit Eucharistie seit den 1970er Jahren in den katholisch-apostolischen Gemeinden mangels priesterlicher Ämter nicht mehr gefeiert werden können. Der letzte Gottesdienst fand im Frühjahr 1959 durch den letzten Priester der DDR, Rolf Meyertöns aus Chemnitz, statt. Bei diesen Gottesdiensten, die für alle sieben Berliner Gemeinden stattfanden, nahmen etwa 2500 Besucher teil. Heute wird die Gemeinde von drei Unterdiakonen betreut und es finden zweimal wöchentlich Vormittagsgebete und ein Nachmittagsgebet statt.